# Dinajpur (distrikt)
Dinajpur är ett distrikt i Bangladesh.   Det ligger i provinsen Rangpur, i den nordvästra delen av landet, 270 km nordväst om huvudstaden Dhaka. Antalet invånare är 2 990 128.